# Marcus Antonius Creticus
Marcus Antonius Creticus († 71 v. Chr. auf Kreta) war als Mitglied der plebejischen Familie der Antonier ein römischer Politiker. Er war der älteste Sohn des bekannten Redners Marcus Antonius Orator und Vater des Triumvirn Marcus Antonius.

## Leben
Über das Leben des Marcus Antonius Creticus ist wenig bekannt. Seine erste Gattin war eine Numitoria aus Fregellae. Danach heiratete er Iulia, eine Tochter des Konsuls von 90 v. Chr., Lucius Iulius Caesar. Mit Iulia hatte er drei Söhne: Der älteste war der spätere Triumvir Marcus Antonius, die jüngeren hießen Gaius und Lucius Antonius. Außerdem hatte Antonius Creticus eine Tochter Antonia, doch ist unbekannt, aus welcher der beiden Ehen sie stammte.
Von den meisten Quellen wird der nicht gerade wohlhabende Antonius Creticus als unfähig und geizig charakterisiert. Laut der Einschätzung des römischen Historikers Sallust sei er nur zur Geldverschwendung geboren und zeige nur in für ihn gefährlichen Situationen Anteilnahme. Der Biograph Plutarch beschreibt ihn hingegen zwar als Politiker ohne Fortune, aber doch auch als freundlichen, rechtschaffenen und freigebigen Mann. Er erzählt die Anekdote, dass Antonius Creticus einem in Geldnot befindlichen Bekannten ohne Wissen Iulias einen silbernen Becher geschenkt und später seiner Gattin seine großzügige Handlung gestanden habe, um zu verhindern, dass sie ihre Diener wegen des Verbleibs des Bechers foltern ließ.
Über die frühe politische Laufbahn des Antonius Creticus ist nichts bekannt. 74 v. Chr. wurde er zum Praetor gewählt. Er erhielt aufgrund des Einflusses des Konsuls Marcus Aurelius Cotta und des Publius Cornelius Cethegus durch Senatsbeschluss ein bis zu seinem Tod in Kraft gebliebenes außerordentliches Kommando (imperium infinitum) – ähnlich wie Pompeius einige Jahre später – zur Bekämpfung der für Rom eine ernsthafte Bedrohung darstellenden Piraten im gesamten Mittelmeer. Diese außerordentliche Befehlsgewalt erstreckte sich nicht nur auf das Wasser, sondern auch auf einen 30 km breiten Küstenstreifen, um die Seeräuber auch in deren Rückzugsgebieten bekämpfen zu können. Die Erfüllung des Auftrags sollte dazu beitragen, die Operationen der Römer im gerade ausgebrochenen Dritten Krieg gegen König Mithridates VI. von Pontos zu erleichtern, dem sich die Piraten als Alliierte anboten.
Nicht nur, dass Antonius Creticus kein Erfolg beschieden war, er machte sich auch noch durch Requisitionen in den römischen Provinzen, insbesondere Sizilien, unbeliebt. Seine ersten militärischen Aktionen gegen die Seeräuber fanden im westlichen Mittelmeer an der ligurischen, ostspanischen und sizilischen Küste statt. Allerdings sind aufgrund des Verlustes von ausführlichen Quellen wie Titus Livius und Sallust nur wenige Details seiner diesbezüglichen Operationen bekannt. Immerhin wurde im 19. Jahrhundert ein dieses Thema behandelndes Fragment der Historien des Sallust entdeckt.
72/71 v. Chr. führte Antonius Creticus – der nach seiner Prätur von 73 v. Chr. bis zu seinem Tod die Stellung eines Prokonsuls innehatte – mit Militärhilfe von Byzanz und wohl auch anderen Griechenstädten gegen die mit den Piraten verbündeten Kreter Krieg. Ein Inschriftenfund aus der südgriechischen Stadt Gytheion liefert Informationen über die logistischen Vorbereitungen seines Unternehmens und gibt ferner über die Namen einiger seiner Unterfeldherren Auskunft, zu denen wohl auch der spätere Diktator Gaius Iulius Caesar gehörte. Dieser machte indessen die römische Offensive gegen Kreta nicht bis zum Ende mit.
Nachdem Antonius Creticus die Kreter vergeblich zur Einstellung ihrer Unterstützung des Mithridates VI. aufgefordert hatte, musste er gegen sie in einer Seeschlacht eine verheerende Niederlage einstecken und verlor viele Schiffe. Die Kreter hätten daraufhin die römischen Gefangenen an den Tauen von deren eigenen Schiffen aufgeknüpft. Der Althistoriker Helmut Halfmann glaubt jedoch nicht, dass Antonius Creticus eine so schwere Niederlage erlitt, sondern sogar einen bescheidenen Erfolg feiern konnte. Laut dem griechisch-sizilischen Historiker Diodor soll Antonius Creticus mit den Kretern einen Friedensvertrag geschlossen haben, den diese eine Weile beachtet hätten. Nicht lange danach starb er 71 v. Chr. auf Kreta. Sein Beiname Creticus („Sieger über Kreta“) ist erst bei in der römischen Kaiserzeit lebenden Autoren bezeugt, und in der Forschung ist die Meinung geteilt, ob dieses Cognomen von Anfang an abwertend verstanden wurde.